# جون خايرو مونتانيو
جون خايرو مونتانيو (بالإسبانية: John Jairo Montaño)‏ هو لاعب كرة قدم كولومبي في مركز ظهير ‏، ولد في 17 أبريل 1984 في مدينة كالي في كولومبيا. لعب مع ديبورتيس توليما وديبورتيفو باستو وديبورتيفو كالي ونادي ميلوناريوس.

## وصلات خارجية
- جون خايرو مونتانيو على موقع قاعدة بيانات كرة القدم.إي يو (الإنجليزية)
- جون خايرو مونتانيو على موقع Soccerway.com (الإنجليزية)
- جون خايرو مونتانيو على موقع AS.com (الإسبانية)